# Mittelangeln (Mercia)

Geographische Lage der Mittelangeln gegenüber anderen ethnischen Gruppen um 600

Die Mittelangeln waren im Frühmittelalter eine ethnische und kulturelle Gruppe innerhalb des angelsächsischen Königreichs Mercia.

## Herkunft und Gebiet
Die Mittelangeln formierten sich in den östlichen Midlands als Folge einer aus East Anglia und der Gegend um The Wash ausgehenden Wanderbewegung im frühen 6. Jahrhundert. Nach der Etablierung ihrer Herrschaft wurde diese Gruppe Middilangli genannt. Das Zentrum ihres Gebietes lag in der heutigen Grafschaft Leicestershire und im Osten Staffordshires, erstreckte sich jedoch schließlich bis zu den Hügeln der heutigen Grafschaft Cambridgeshire und dem Hügelzug der Chiltern Hills in Buckinghamshire. Dies bedeutete, dass die Mittelangeln eine strategisch wichtige geographische Stellung sowohl in Mercia als auch im gesamten Südengland einnahmen, da sie zu Lande die bedeutenden Handelswege der Watling Street und Fosse Way, und zu Wasser den River Trent mit seinen Zuflüssen, River Tame und River Soar kontrollierten.

## Die Mittelangeln in Mercia
Die Integration des Gebiets der Mittelangeln in das Königreich Mercia begann schon vor der Regierungszeit König Pendas (ca. 626–655). Penda setzte seinen Sohn Peada als Regent über die Mittelangeln ein. Beda zufolge waren die Mittelangeln das Ziel einer aus vier Männern bestehenden Gruppe christlicher Missionare, die ihre Missionstätigkeit nach der Taufe Peadas im Jahre 653 aufnahm, und in der sich auch der Heilige Cedd befand. Die Einsetzung Peadas als Unterkönig über die Mittelangeln impliziert, dass zu diesem Zeitpunkt die administrative Einbindung des Gebiets der Mittelangeln in das Königreich Mercia weit fortgeschritten war.
Nach dem Tode Pendas im Jahre 655 und der Ermordung Peadas im Jahre 656 übte König Oswiu von Northumbria die Herrschaft im Gebiet der Mittelangeln aus. Er setzte einen der Missionare, den Iren Diuma, als Bischof sowohl der Mittelangeln als auch des Königreiches Mercia ein. Beda betont, dass der Mangel an Priestern Oswiu dazu zwang, einen Mann als Bischof zweier Völker einzusetzen. Dies deutet darauf hin, dass die Mittelangeln, obwohl sich ihr Gebiet in der unmittelbaren Nähe zum Zentrum Mercias befand, als eine von der eigentlichen Bevölkerung Mercias unterschiedliche Ethnie gesehen wurden. Diese begriffliche Unterscheidung wurde ansonsten nur für in Mercia eingegliederte früher unabhängige Gebiete im Norden und Westen Mercias benutzt. Diuma starb im Gebiet der Mittelangeln nach kurzer aber erfolgreicher Missionstätigkeit. Sein Nachfolger Ceollach, ebenfalls ein Ire, kehrte aus unbekannten Gründen nach wenigen Jahren in seine Heimat zurück; ihm folgten erst Trumhere und dann Jaruman nach.
Nachdem Mercia unter König Wulfhere seine Unabhängigkeit von Northumbria zurückerlangt hatte, verschwanden die Mittelangeln aus den Quellen und werden nur noch in der Vita des Heiligen Guthlac erwähnt, wo von Penwalh berichtet wird, er lebe in Mediterraneorum Anglorum partibus.
Die Mittelangeln waren bis zu ihrer Eroberung durch Mercia eine kleine, zurückgezogene Ethnie. Ihr plötzliches Erscheinen in den Quellen des 7. Jahrhunderts bedeutet nicht, dass sie eine feste, geschlossene Gruppe bildeten, sondern dass es sich um eine Ansammlung verschiedener anglischer Gruppen handelte. Hierfür spricht auch, dass die Mittelangeln im Tribal Hidage keine Erwähnung fanden.

### Sekundärliteratur
- Steven Basset (Hrsg.): The Origins of Anglo-Saxon Kingdoms, Leicester University Press, Leicester 1989, ISBN 0-7185-1317-7.
- James Campbell (Hrsg.): The Anglo-Saxons, Phaidon, London 1982, ISBN 0-7148-2149-7.
- Wendy Davies: Middle Anglia and the Middle Angles, in: Midland History 2 (1973–4), p. 18–20
- David Dumville: The Tribal Hidage: an Introduction to its Texts and their History, in: Steven Basset (Hrsg.): The Origins of Anglo-Saxon Kingdoms, Leicester University Press, Leicester 1989, ISBN 0-7185-1317-7.
- David Dumville: Essex, Middle Anglia and the Expansion of Mercia in the South East, in: Steven Basset (Hrsg.): The Origins of Anglo-Saxon Kingdoms, Leicester University Press, Leicester 1989, ISBN 0-7185-1317-7.
- Margaret Gallyon: The Early Church in Wessex and Mercia. Terence Dalton, Lavenham 1980, ISBN 0-9009-6358-1
- Peter Hunter Blair: Roman Britain and Early England. 55 B.C. – A.D. 871. Nelson, Edinburgh 1963, ISBN 0-1771-1044-9.
- D. P. Kirby: The Earliest English Kings. Unwin Hyman, London 1991, ISBN 0-0444-5691-3.
- Frank M. Stenton: Anglo-Saxon England. 3. Aufl., Oxford University Press, Oxford 1971, ISBN 0-1928-0139-2.
- Barbara Yorke: Kings and Kingdoms of early Anglo-Saxon England. Routledge, London-New York 2002, ISBN 978-0-415-16639-3. PDF (6,2 MB)